# Aeropuerto de Smyrna (Tennessee)
El Aeropuerto de Smyrna (IATA: MQY, OACI: KMQY, FAA LID: MQY) es un aeropuerto público de aviación general y uso militar ubicado a dos millas náuticas (4 kilómetros) al norte del distrito financiero central de Smyrna, una localidad del condado de Rutherford, Tennessee, Estados Unidos. Es propiedad de la Autoridad Aeroportuaria de Smyrna / Condado de Rutherford. El Aeropuerto de Smyrna es el tercer aeropuerto más grande de Tennessee y el de mayor tráfico de aviación general del estado. Antes de marzo de 1971, la instalación era una base militar activa conocida como Base de la Fuerza Aérea Sewart.
Este aeropuerto está incluido en el Plan Nacional de Sistemas Aeroportuarios Integrados (NPIAS) para el período 2011–2015, el cual lo clasificó como un aeropuerto de desahogo para el Aeropuerto Internacional de Nashville, ubicado a doce millas náuticas (22 km) al norte.

## Uso militar
El Aeropuerto de Smyrna actualmente funciona como una instalación de uso conjunto con una unidad de helicópteros de la Guardia Nacional del Ejército de Tennessee, denominada Instalación de Apoyo a la Aviación del Ejército n.º 1 (Army Aviation Support Facility #1, AASF#1), que opera 60 helicópteros con 300 efectivos de tiempo completo de la Guardia Nacional del Ejército.
Anteriormente, el aeropuerto sirvió como una instalación periférica de entrenamiento de la Guardia Nacional Aérea para aeronaves C-130 Hercules del 118th Airlift Wing (actualmente redesignada como la 118th Wing) de la Guardia Nacional Aérea de Tennessee con base en el Base de la Guardia Nacional Aérea Berry Field en el Aeropuerto Internacional de Nashville, hasta que dicha unidad finalizó sus operaciones con los C-130 en 2012. El aeropuerto también sigue dando soporte a operaciones de entrenamiento con aeronaves C-17 Globemaster III de la 164th Airlift Wing de la Guardia Nacional Aérea de Tennessee con base en el Base de la Guardia Nacional Aérea de Memphis en el Aeropuerto Internacional de Memphis.
La Guardia Nacional del Ejército de Tennessee también arrienda parte del aeropuerto para mantener el Centro de Entrenamiento Grubbs/Kyle. Esta instalación da apoyo a 24 unidades distintas y a 1.270 efectivos asignados de la Guardia Nacional del Ejército, de los cuales 162 son de tiempo completo, además de diversas aeronaves militares.

## Instalaciones y aeronaves
El Aeropuerto de Smyrna abarca una superficie de 1.700 acres (688 hectáreas) a una elevación de 543 pies (166 m) sobre el nivel medio del mar. Cuenta con dos pistas de aterrizaje pavimentadas con asfalto: la pista 14/32 mide 8.038 pies (con ranurado) por 150 pies (2.450 x 46 m) y la pista 1/19 mide 5.546 por 100 pies (1.690 x 30 m). También dispone de un helipuerto designado H1 con una superficie de hormigón que mide 40 por 40 pies (12 x 12 m).
Durante el período de 12 meses que finalizó el 31 de enero de 2023, el aeropuerto registró 123.375 operaciones aéreas, con un promedio de 338 por día: 88% aviación general, 2% aviación militar, 10% taxi aéreo y menos del 1% comercial programada. En ese momento había 189 aeronaves basadas en este aeropuerto: 121 monomotores, 26 multimotores, 40 jets y 2 helicópteros.
El aeropuerto cuenta con una torre de control operativa de lunes a viernes de 7:00 a 22:00 y los fines de semana de 7:00 a 19:00, un sistema de aterrizaje por instrumentos (ILS) de precisión en la pista 32, y suministro de combustible para aeronaves militares y otros aviones del gobierno de EE. UU. bajo contrato DoD Into-Plane, proporcionado por el operador de base fija (FBO) civil en el lugar, Contour Flight Management.

## Accidentes e incidentes
- El 11 de enero de 1955, un Fairchild C-119 Flying Boxcar de la USAF se estrelló tras una falla de motor a 5 millas al noreste del aeropuerto. Los 37 paracaidistas y tres tripulantes saltaron antes del impacto, pero dos tripulantes murieron.[3]
- El 26 de noviembre de 1962, un Lockheed C-130 Hercules de la USAF perdió dos motores durante un vuelo de entrenamiento y se estrelló. Murieron los cinco ocupantes.[4]
- El 2 de junio de 2016, mientras practicaba para un espectáculo aéreo en el aeropuerto, el avión #6 de los Blue Angels de la Armada de los Estados Unidos, un F/A-18 Hornet, se estrelló en los terrenos del sitio histórico Sam Davis Home, cercano al aeropuerto. El piloto, el Capitán de los Marines de EE. UU. Jeff Kuss, murió en el accidente.[5] El incidente ocurrió poco después del despegue, mientras el Capitán Kuss realizaba una maniobra Split-S. La investigación de la Marina concluyó que realizó la maniobra demasiado bajo y no redujo el empuje en postcombustión, lo que causó una caída rápida e irrecuperable a tan baja altitud. El Capitán Kuss se eyectó, pero su paracaídas fue inmediatamente envuelto en llamas, lo que provocó su caída y muerte. Su cuerpo fue recuperado a varios metros del lugar del impacto. La causa de la muerte fue trauma craneal por impacto. La investigación también citó el clima y la fatiga del piloto como factores contribuyentes.[6] No hubo víctimas ni daños graves en tierra, ya que el avión cayó en un campo vacío. La ciudad de Smyrna ha erigido un monumento permanente en memoria del Capitán Kuss cerca del aeropuerto, que incluye un F/A-18 Hornet dado de baja idéntico al que se perdió, pintado con los colores del Blue Angels #6.
- El 29 de mayo de 2021, un Cessna Citation 501, matrícula N66BK, se estrelló en el cercano lago Percy Priest poco después del despegue. Murieron los siete ocupantes a bordo, entre ellos Gwen Shamblin Lara y su esposo Joe Lara. La investigación del accidente sigue en curso.